# Orlando Woolridge
Orlando Vernada Woolridge (Bernice, Luisiana, 16 de diciembre de 1959-Mansfield, Luisiana, 31 de mayo de 2012) fue un jugador de baloncesto estadounidense que jugó durante 13 temporadas en la NBA y dos en la Lega italiana. Con 2,06 metros de altura, jugaba en la posición de Alero. Falleció el 31 de mayo de 2012 debido a un problema cardíaco.

## Trayectoria deportiva

### Universidad
Jugó durante cuatro temporadas con los Fighting Irish de la Universidad de Notre Dame, con los que en su primer año consiguió llegar a la Final Four de la NCAA, teniendo como compañeros a otras dos futuras estrellas de la NBA, Bill Laimbeer y Kelly Tripucka. Con el primero coincidiría en Detroit Pistons en los años 90.
En su temporada sénior, una canasta suya sobre la bocina acabó con una racha de 28 victorias consecutivas de la Universidad de Virginia. Fue elegido ese mismo año en el segundo equipo All-American.

#### Estadísticas
| Año     | Equipo     | PJ  | PT | MPP  | %TC  | %3P | %TL  | RPP | APP | ROB | TPP | PPP  |
| ------- | ---------- | --- | -- | ---- | ---- | --- | ---- | --- | --- | --- | --- | ---- |
| 1977–78 | Notre Dame | 24  | -  | 9.6  | .526 | -   | .485 | 2.1 | 0.5 | -   | -   | 4.1  |
| 1978–79 | Notre Dame | 30  | 30 | 25.1 | .573 | -   | .732 | 4.8 | 1.4 | 0.8 | 0.4 | 11.0 |
| 1979–80 | Notre Dame | 27  | 27 | 30.9 | .585 | -   | .692 | 6.9 | 1.5 | 0.7 | 1.1 | 12.2 |
| 1980–81 | Notre Dame | 28  | 28 | 33.0 | .650 | -   | .667 | 6.0 | 1.4 | 0.5 | 0.8 | 14.4 |
| Total   | Total      | 109 | 85 | 25.1 | .595 | -   | .669 | 5.0 | 1.2 | 0.5 | 0.6 | 10.6 |

### Profesional
Fue elegido en la sexta posición del Draft de la NBA de 1981 por Chicago Bulls, equipo en el que pasó sus 5 primeras temporadas como profesional. En la temporada 1984-85 promedió 22,9 puntos por partido, que combinados con los del entonces rookie Michael Jordan garantizaron a los Bulls 51 puntos por noche. Pero su juego se volvió incompatible con el de Jordan, por lo que fichó por New Jersey Nets. A poco de comenzar su segundo año allí, fue suspendido por la liga por consumo de sustancias ilegales, perdiéndose el resto de la temporada.
En 1988 ficha por Los Angeles Lakers del Showtime, donde su entrenador, Pat Riley lo utilizaría como sexto hombre, compenetrándose a la perfección con Magic Johnson, como lo demuestra el hecho de que en su segundo año en California acabaría con un 55,6% de tiros de campo, el quinto mejor de la liga. Tras su paso por los Lakers, jugó posteriormente en Detroit Pistons, Denver Nuggets, Milwaukee Bucks y Philadelphia 76ers.
En 1994, con 34 años, decide irse a jugar a la Lega italiana, fichando por la Benetton Treviso de Mike D'Antoni, con los que ganó la Recopa de Europa de Baloncesto. Al año siguiente firma por la Buckler de Bolonia, equipo con el que gana la Copa de Italia, tras lo cual se retiraría.

### Entrenador
Durante dos temporadas, entre 1998 y 1999, entrenó al equipo femenino de Los Angeles Sparks, de la WNBA.

## Estadísticas de su carrera en la NBA

### Temporada regular
| Año     | Equipo       | PJ  | PT  | MPP  | %TC  | %3P  | %TL  | RPP | APP | ROB | TPP | PPP  |
| ------- | ------------ | --- | --- | ---- | ---- | ---- | ---- | --- | --- | --- | --- | ---- |
| 1981–82 | Chicago      | 75  | 12  | 15.8 | .513 | .000 | .699 | 3.0 | 1.1 | 0.3 | 0.3 | 7.3  |
| 1982–83 | Chicago      | 57  | 38  | 28.5 | .580 | .000 | .638 | 5.2 | 1.7 | 0.7 | 0.8 | 16.5 |
| 1983–84 | Chicago      | 75  | 74  | 33.9 | .525 | .500 | .715 | 4.9 | 1.8 | 0.9 | 0.8 | 19.3 |
| 1984–85 | Chicago      | 77  | 76  | 36.6 | .554 | .000 | .785 | 5.6 | 1.8 | 0.8 | 0.5 | 22.9 |
| 1985–86 | Chicago      | 70  | 59  | 32.1 | .495 | .174 | .788 | 5.0 | 3.0 | 0.7 | 0.7 | 20.7 |
| 1986–87 | New Jersey   | 75  | 53  | 35.2 | .521 | .125 | .777 | 4.9 | 3.5 | 0.7 | 1.1 | 20.7 |
| 1987–88 | New Jersey   | 19  | 12  | 32.7 | .445 | .000 | .708 | 4.8 | 3.7 | 0.7 | 1.1 | 16.4 |
| 1988–89 | Los Angeles  | 74  | 0   | 20.1 | .468 | .000 | .738 | 3.6 | 0.8 | 0.4 | 0.9 | 9.7  |
| 1989–90 | Los Angeles  | 62  | 2   | 22.9 | .556 | .000 | .733 | 3.0 | 1.5 | 0.6 | 0.7 | 12.7 |
| 1990–91 | Denver       | 53  | 50  | 34.4 | .498 | .000 | .797 | 6.8 | 2.2 | 1.3 | 0.4 | 25.1 |
| 1991–92 | Detroit      | 82  | 61  | 25.8 | .498 | .111 | .683 | 3.2 | 1.1 | 0.5 | 0.4 | 14.0 |
| 1992–93 | Detroit      | 50  | 47  | 29.5 | .479 | .000 | .673 | 3.5 | 2.2 | 0.5 | 0.5 | 13.1 |
| 1992–93 | Milwaukee    | 8   | 0   | 9.8  | .545 | .000 | .778 | 1.1 | 0.4 | 0.1 | 0.3 | 5.4  |
| 1993–94 | Philadelphia | 74  | 1   | 26.4 | .471 | .071 | .689 | 4.0 | 1.9 | 0.6 | 0.8 | 12.7 |
| Total   | Total        | 851 | 485 | 28.3 | .513 | .091 | .737 | 4.3 | 1.9 | 0.6 | 0.7 | 16.0 |

### Playoffs
| Año     | Equipo      | PJ | PT | MPP  | %TC  | %3P  | %TL  | RPP | APP | ROB | TPP | PPP  |
| ------- | ----------- | -- | -- | ---- | ---- | ---- | ---- | --- | --- | --- | --- | ---- |
| 1984–85 | Chicago     | 4  | 4  | 41.8 | .500 | .000 | .778 | 3.3 | 2.0 | 1.5 | 0.3 | 20.5 |
| 1985–86 | Chicago     | 3  | 3  | 45.0 | .403 | .000 | .867 | 4.7 | 1.3 | 1.0 | 0.3 | 21.0 |
| 1988–89 | Los Angeles | 15 | 0  | 18.4 | .520 | .000 | .710 | 4.7 | 1.1 | 0.1 | 1.0 | 8.1  |
| 1989–90 | Los Angeles | 9  | 0  | 22.1 | .571 | .000 | .703 | 2.6 | 1.1 | 0.9 | 0.9 | 11.8 |
| 1991–92 | Detroit     | 5  | 5  | 25.6 | .442 | .000 | .563 | 2.0 | 0.6 | 0.2 | 0.2 | 11.0 |
| Total   | Total       | 36 | 12 | 25.1 | .492 | .000 | .716 | 3.6 | 1.2 | 0.6 | 0.7 | 11.9 |